# ۴-می‌او-می‌پی‌تی
۴-می‌او-می‌پی‌تی (به انگلیسی: 4-MeO-MiPT) با فرمول شیمیایی C۱۵H۲۲N۲O یک ترکیب شیمیایی است. که جرم مولی آن ۲۴۶٫۳۵ g/mol می‌باشد. 